# Margot Duhalde
Margot Duhalde (Río Bueno, 12 dicembre 1920 – Santiago del Cile, 5 febbraio 2018) è stata un'aviatrice e militare cilena unica donna pilota delle forze libere francesi durante la seconda guerra mondiale.

## Biografia
Nacque nel 1920 a Río Bueno da una famiglia di origini franco-basche e sin da giovanissima iniziò ad essere attirata dal volo. Quando un aereo cadde poco lontano da dove abitava poté avvicinarsi e toccandolo decise che volare sarebbe stato il suo scopo nella vita. Cominciò a prendere lezioni di volo a 16 anni.

### Pilota durante la seconda guerra mondiale
Ottenne il brevetto di pilota a 18 anni, ma nel Cile del periodo non trovò possibilità di esercitare la sua attività perché i piloti erano quasi solo maschi. Si presentò quindi al consolato della Francia e chiese di arruolarsi come volontaria nelle nascenti Forze armate libere francesi. Nel 1941 si trasferì in Europa dove era attesa al quartier generale a Londra delle forze armate della France libre di Charles de Gaulle. Rimase poco con i francesi perché inizialmente pensarono fosse un uomo e poi la incaricarono di occuparsi dei piloti feriti. Passò quindi alle forze britanniche entrando nella Royal Air Force e venne destinata al trasporto aereo. Durante quegli anni pilotò circa 60 diversi tipi di velivoli, compresi caccia e bombardieri, sul territorio nemico e in condizioni difficili.

### Ritorno in Cile
Alla conclusione della guerra Duhalde continuò a volare con l'aviazione francese poi ritornò in Cile, nel 1947, continuando a pilotare aerei e diventando anche istruttrice di volo. Divenne la prima donna controllore del traffico aereo del Cile e prestò servizio con l'Air Force cilena per oltre quarant'anni. 
Margot Duhalde è morta al Chilean Air Force Hospital di Santiago del Cile il 5 febbraio 2018.

## Riconoscimenti
Nel 2002 la Fuerza Aérea de Chile, durante la Giornata internazionale della donna, l'ha riconosciuta come prima pilota da combattimento del Paese.

## Onorificenze
- Legion d'onore[4]
- Croix de guerre 1939-1945
- Medaglia commemorativa per il servizio volontario svolto nella Francia libera ed altre onorificenze britanniche e cilene.[5]